# Лаздин, Владимир Яковлевич
Владимир Яковлевич Лаздин (1887, Лифляндская губерния — 19 июля [1 августа] 1916, Ферганская область) — Зоолог, действительный член Санкт-Петербургского общества естествоиспытателей.

## Биография
Родился в 1887 г. в Лифляндской губернии, сын садовника. В 1903 г. поступил в Учительскую семинарию в г. Валке, но уже в 1905 г. исключён из третьего класса за участие в ученических беспорядках. В 1906 г. выдержал экзамен на звание домашнего учителя. В 1907 г. получил место учителя в местечке Доблене, Курляндской губернии. Весной 1907 г. сдал экзамен на аттестат зрелости при Шапельской гимназии, в том же году поступил в Казанский Университет, на историко-филологический факультет, в 1908 г. ушёл на физико-математический факультет. В 1910 г. перевёлся в Санкт-Петербургский Университет. По окончании оставлен при кафедре зоологии и сравнительной анатомии, работал ассистентом в Психоневрологическом институте. В 1914 г. перешёл на Высшие Женские Курсы.
Опубликовал две работы по строению и развитию черепа костистых рыб. В 1915 г. вместе со студентом Николаем Владимировичем Просвировым и препаратором осуществил поездку по Восточной Бухаре, в ходе которой сделал обширные зоологические сборы. Экспедиция прошла от Чарджуя вверх по Аму-Дарье и Пянджу до Ишкашима. В 1916 г. организовал вторую экспедицию на Памир, в ней участвовали студенты Н. В. Просвиров и Вячеслав Михайлович Курлов (1894—1938, сын М. Г. Курлова). На р. Балянд-Киик, недалеко от оз. Кара-Куль, В. Я. Лаздин и Н. В. Просвиров предательски убиты проводниками-киргизами, их тела сброшены в реку.
Коллекции, собранные В. Я. Лаздиным и Н. В. Просвировым в 1915 г., хранятся в Зоологическом институте РАН и в Национальном университете Узбекистана.

## Публикации
Лаздин В. Я. 1916. Маршрут поездки с зоологической целью в Восточную Бухару и Западные Памиры летом 1915 года // Ежегодник Зоологического музея Имп. АН. Т. 20 (1915). — Пг. С. LIV-LVIII.

## In memoria
В честь В. Я. Лаздина описаны горная овсянка Emberisa cia lasdini Zarudny, 1917, полосатая ящурка Eremias scripta lasdini (Zarewskij, 1918), муха сем. Lauxaniidae Homoneura lasdini Czerny, 1932.
Памяти В. Я. Лаздина и Н. В. Просвирова посвящена монография А. В. Попова «Птицы Гиссаро-Каратегина: Эколого-географический очерк» (Сталинабад, 1959).